# Владичин хан
Владичин хан, наричан в миналото Владикин хан (на сръбски: Владичин Хан или Vladičin Han), е град в Поморавието, Сърбия. Градът е административен център на община Владичин хан, Пчински окръг, Сърбия.

## История
По време на българското управление в Поморавието в годините на Втората световна война, Борис Ив. Мамирски от Кюстендил е български кмет на Владичин хан от 11 септември 1941 година до 21 октомври 1942 година. След това кмет е Николай Н. Щирков от Горна Оряховица (12 ноември 1942 - 9 септември 1944).

## Население
Населението на града възлиза на 8338 жители (2002).
Етнически състав:
(2002)
- 7821 (93,79%) – сърби
- 361 (4,32%) – цигани
- 26 (0,31%) – българи
- 18 (0,21%) – македонци
- 6 (0,07%) – черногорци
- 6 (0,07%) – югославяни
- 4 (0,04%) – хървати
- 2 (0,02%) – мюсюлмани
- 1 (0,01%) – украинци
- 1 (0,01%) – руснаци
- 1 (0,01%) – германци
- 1 (0,01%) – унгарци
- 1 (0,01%) – горани
- 9 (0,10%) – недекларирали

## Личности
Починали във Владичин хан
- Деспот Баджович (1850 – 1932), сърбоман, деец на ранната Сръбска пропаганда в Македония